# Amora Futebol Clube
El Amora FC es un equipo de fútbol de Portugal que juega en la Terceira Liga, la tercera categoría de fútbol en el país.

## Historia
Fue fundado el 1 de mayo de 1921 en la ciudad de Amora en el distrito de Setúbal por Mário de Carvalho, Guilherme Pestana, João Baptista, Julião García, Tomás Alves, António Soares, Joaquim Monteiro, Oswaldo Reuter, Guilherme Reuter, Joaquim Zacarias, Leopoldo Grilo, Carlos de Azeitão, António Policía, Álvaro dos Santos, Jacinto Caixeiro, Alberto Malacato, Tomás da Cachamouca y António Manta.
El club cuenta con al menos 90 partidos disputados en la Primeira Liga durante la década de los años 1980s, aunque la mitad de ellos han sido derrotas.

## Palmarés
- Segunda División de Portugal (2): 1979–80, 1993–94
- Tercera División de Portugal (1):[6] 2000–01
- Primera División de Setúbal (5): 1953–54, 1961–62, 1962–63, 1968–69, 2017-18
- Copa de Setúbal (1): 2011–12

## Jugadores

### Jugadores destacados
- Cafú
- Carlitos
- Leonildo Soares

## Entrenadores

### Entrenadores destacados
- José Manuel Félix Mourinho (1979-81)
- José Augusto de Almeida (1992-93)